# Minuartia garckeana
Minuartia garckeana là loài thực vật có hoa thuộc họ Cẩm chướng. Loài này được (Asch. & Sint. ex Boiss.) Mattf. mô tả khoa học đầu tiên năm 1921.